# AG-043
Le AG-043 (en russe : АГ-043) était un fusil d'assaut compact soviétique entièrement automatique ou une carabine chambrée pour la cartouche de 5,45 × 39 mm M74, développée en 1975. L’arme est un dérivé de l’AO-31 antérieur et similaire qui est également l’adaptation de l’AK-47 par Simonov.
L’AG-043 avait une crosse pliante. Une version avec crosse fixe a reçu la désignation AG-042. Les deux ont été conçues par Simonov après le lancement du projet Modern par le GRAU visant à adopter une carabine capable de tir automatique, inspirée de l’expérience américaine avec le XM177 au Viêt Nam. Le concours soviétique pour ce design a été remporté par l’AKS-74U de Kalachnikov.